# 国道50号

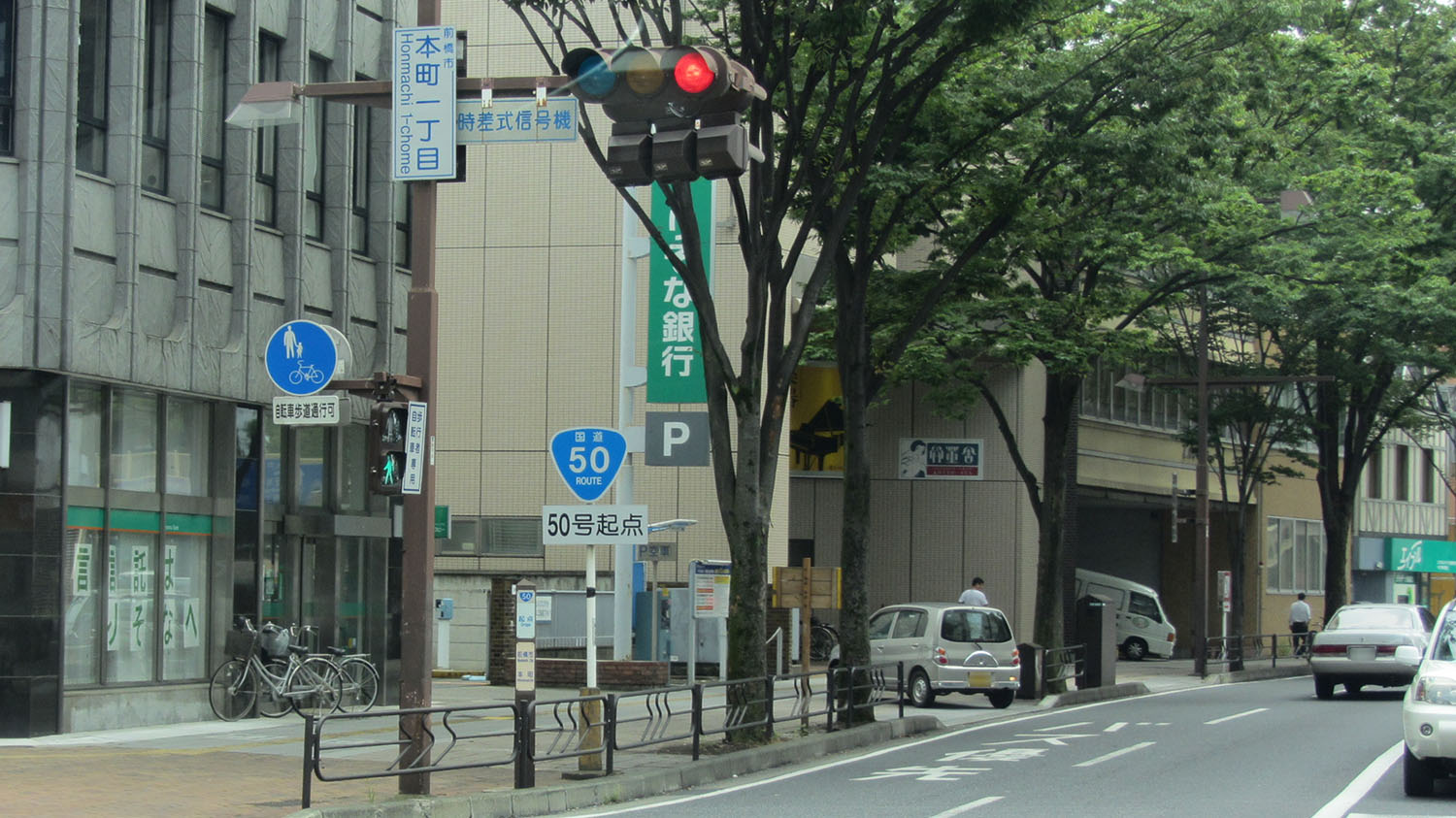
国道50号 起点
群馬県前橋市 本町一丁目交差点

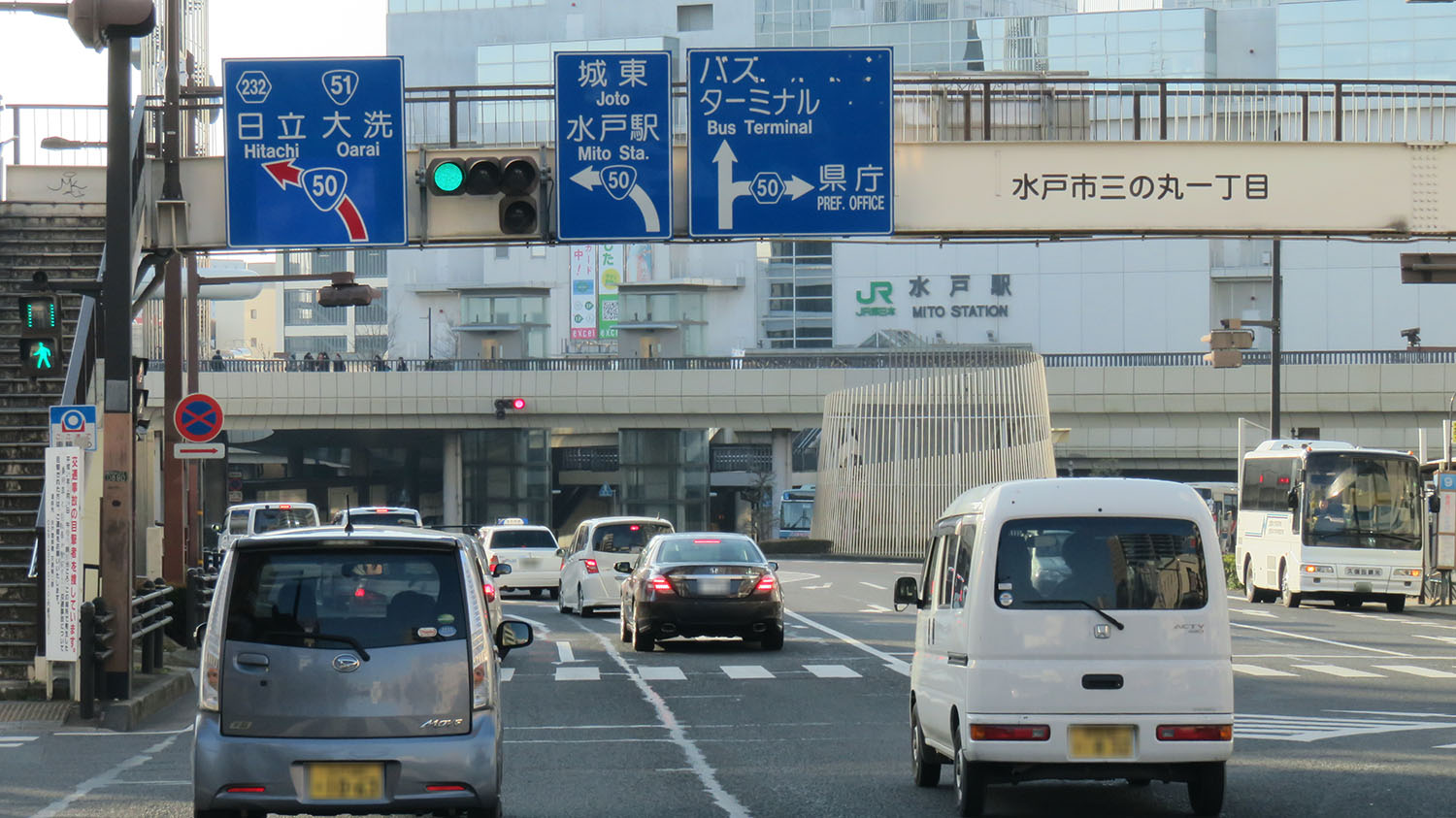
国道50号 終点
茨城県水戸市 水戸駅前交差点

国道50号（こくどう50ごう）は、群馬県前橋市から茨城県水戸市に至る一般国道である。

## 概要

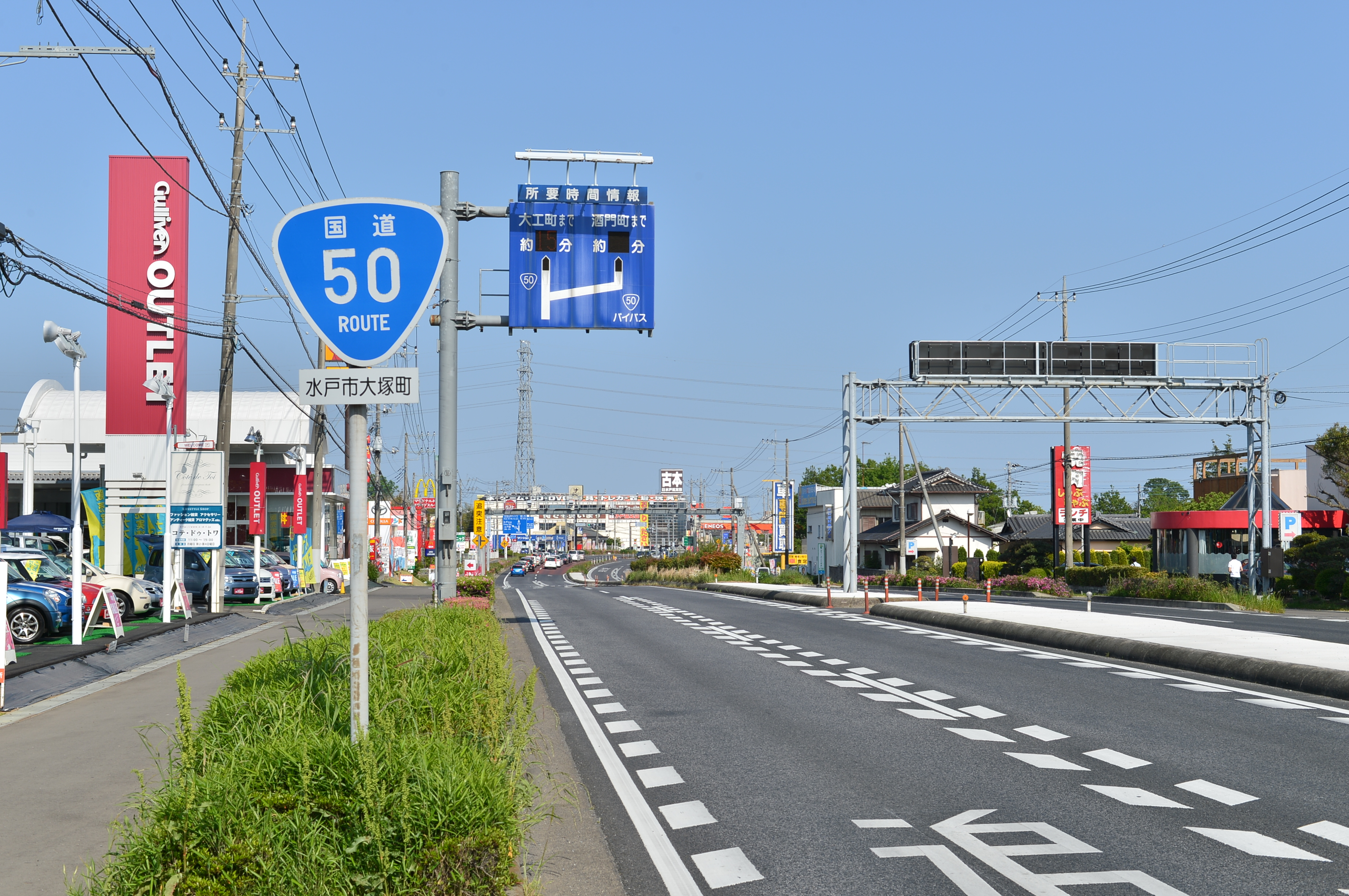
茨城県水戸市大塚町
水戸バイパス分岐点付近
（2015年5月）

沿線は北関東3県の人口密度が比較的高い地域となっており、また沿線に内陸工業地域が連なることもあって、常に一定の交通量がある。栃木県内では各種バイパスが整備され（「バイパス」の項目参照）立体交差が連続し、小山市街地等、一部を除き流れの良く快適に走行できる区間がある。反面、群馬県や茨城県内に残る未整備の2車線区間は慢性的に流れが悪くなっている。
群馬県内ではこの道路に並行するかたちで北関東自動車道が整備され、群馬県内の2車線区間は渋滞は多少解消した。しかし、栃木県内や茨城県内ではこの道路と北関東自動車道との並行区間が短い。栃木県内は前述のバイパス整備により比較的快適に走行できるが、茨城県内は結城市で結城バイパス、桜川市で岩瀬バイパスが完成、筑西市内で下館バイパスが整備中である他、桜川筑西インター付近が拡幅されている程度で、他は対面通行道路が多く、流れは悪い。
北関東自動車道は佐野田沼IC - 太田桐生IC間が2011年（平成23年）3月19日の開通をもって全線開通となり、トラックやバスなどの大型車や遠距離まで行く乗用車などはそちらを利用することが望まれているため、当道路の混雑は解消される模様である。ただし、北関東自動車道は小山市を通過せず宇都宮市付近を通過する。
全線が指定区間に指定されている。

### 路線データ
一般国道の路線を指定する政令に基づく起終点および重要な経過地は次のとおり。
- 起点：前橋市（本町1丁目1番の1、本町一丁目交差点 ＝ 国道17号交点、国道291号起点）
- 終点：水戸市（三の丸1丁目12番、水戸駅前交差点 ＝ 国道51号・国道124号終点、国道245号・茨城県道・千葉県道2号水戸鉾田佐原線・茨城県道6号水戸那珂湊線・茨城県道50号水戸神栖線起点）
- 重要な経過地：桐生市、太田市、足利市、佐野市、小山市、結城市、下館市[注釈 2]、笠間市
- 総延長 : 155.7 km（茨城県 78.8 km、栃木県 41.1 km、群馬県 35.8 km）[4][注釈 3]
- 重用延長 : なし[4][注釈 3]
- 未供用延長 : なし[4][注釈 3]
- 実延長 : 155.7 km（茨城県 78.8 km、栃木県 41.1 km、群馬県 35.8 km）[4][注釈 3]
  - 現道 : 145.2 km（茨城県 68.4 km、栃木県 41.1 km、群馬県 35.8 km）[4][注釈 3]
  - 旧道 : 1.1 km（茨城県 1.1 km、栃木県 - km、群馬県 - km）[4][注釈 3]
  - 新道 : 9.4 km（茨城県 9.4 km、栃木県 - km、群馬県 - km）[4][注釈 3]
- 指定区間：前橋市本町1丁目1番の1 - 水戸市三の丸1丁目12番（全線）[2]

## 歴史
- 1953年（昭和28年）5月18日 - 二級国道122号前橋水戸線（群馬県前橋市 - 茨城県水戸市）に指定される。
- 1963年（昭和38年）4月1日 - 二級国道122号を昇格し、一級国道50号（群馬県前橋市 - 茨城県水戸市）として再指定される。なお、改番に伴い国道122号は栃木県日光市 - 東京都豊島区の区間となる。
- 1965年（昭和40年）4月1日 - 道路法改正によって一級・二級の区別がなくなり、一般国道50号（群馬県前橋市 - 茨城県水戸市）となる。
- 1970年（昭和45年）2月19日 - 茨城県西茨城郡岩瀬町大字水戸 - 笠間市稲田の道路改良により、旧道（10.3 km）を県に移管[5]。
- 1972年（昭和47年）7月8日 - 笠間バイパスの全線（笠間市大字飯合 - 大字笠間）が開通[6]。

## 路線状況

### 別名
- 黄門さん通り（茨城県水戸市内）

### バイパス道路

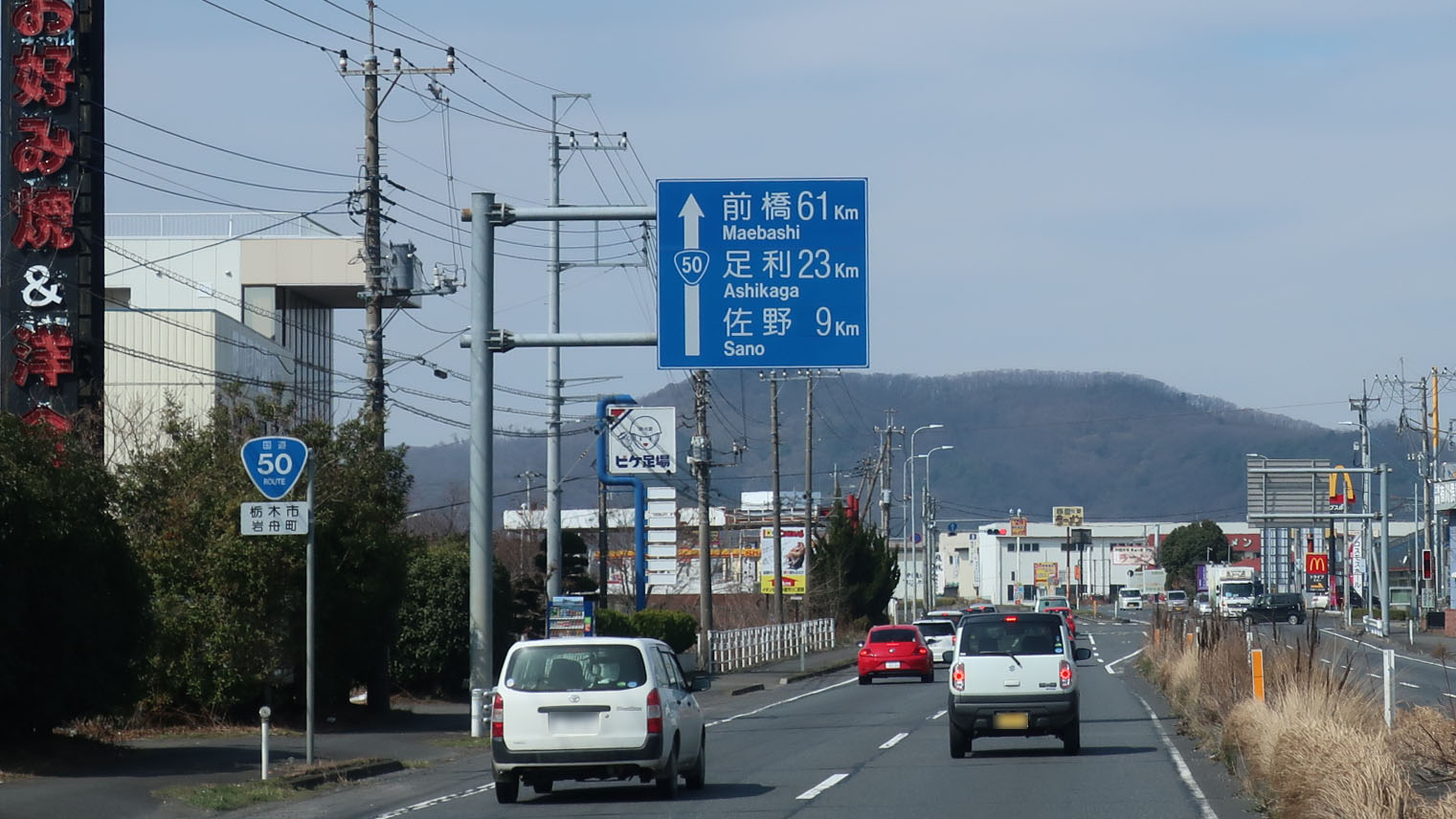
佐野バイパス
栃木県栃木市岩舟町静

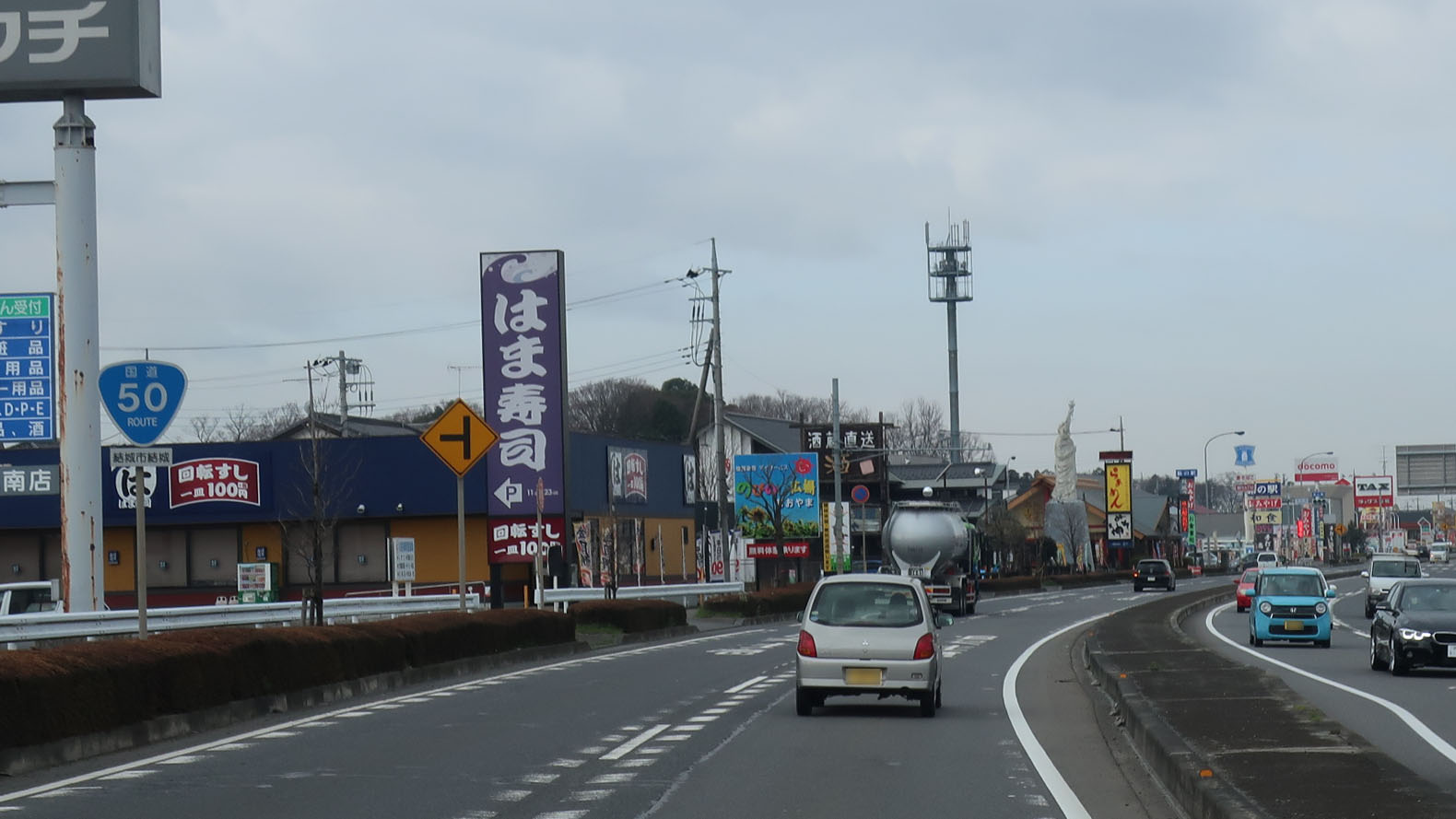
結城バイパス
茨城県結城市大字結城

- 前橋笠懸道路（群馬県）
- 桐生バイパス（群馬県）
- 足利バイパス（群馬県 - 栃木県）

- 佐野バイパス（栃木県）
- 岩舟小山バイパス（栃木県）
- 小山 - 結城拡幅（栃木県 - 茨城県）

- 結城バイパス（茨城県）
- 国道50号一次改築（茨城県）
- 下館バイパス（茨城県）
- 協和バイパス（茨城県）
- 岩瀬バイパス（茨城県）
- 笠間バイパス（茨城県）
- 内原バイパス（茨城県）
- 水戸バイパス（茨城県）

### 重複区間

国道122号との重複
（桐生バイパス）
群馬県桐生市広沢町六丁目

- 国道122号（群馬県桐生市・広沢町四丁目交差点 - 群馬県太田市・只上交差点）

### 道路施設

#### 主な橋梁
- 群馬県
  - 観音橋（桃ノ木川、前橋市）
- 栃木県
  - 渡良瀬川大橋（渡良瀬川、足利市 - 佐野市）※足利バイパス
  - 小山大橋（思川、小山市）※岩舟小山バイパス
- 茨城県
  - 新川島橋（鬼怒川、結城市）
  - 新常盤橋（小貝川、筑西市）

#### 道の駅
- 栃木県
  - みかも（栃木市）
  - 思川（小山市）
- 茨城県
  - グランテラス筑西（筑西市）

### 交通量
24時間自動車類交通量（台/日）
| 地点                         | 台数   |
| ---------------------------- | ------ |
| 群馬県前橋市三河町二丁目5-2  | 40,393 |
| 群馬県前橋市東大室町1268-1   | 22,593 |
| 群馬県桐生市広沢町三丁目3818 | 41,497 |
| 栃木県佐野市高橋町1054       | 48,381 |
| 栃木県小山市大字上泉751      | 37,500 |
| 栃木県小山市大字犬塚981      | 44,705 |
| 茨城県結城市大字結城         | 18,338 |
| 茨城県桜川市上野原地新田311  | 23,649 |
| 茨城県桜川市加茂部528        | 16,631 |
| 茨城県笠間市小原4482         | 22,873 |

## 地理

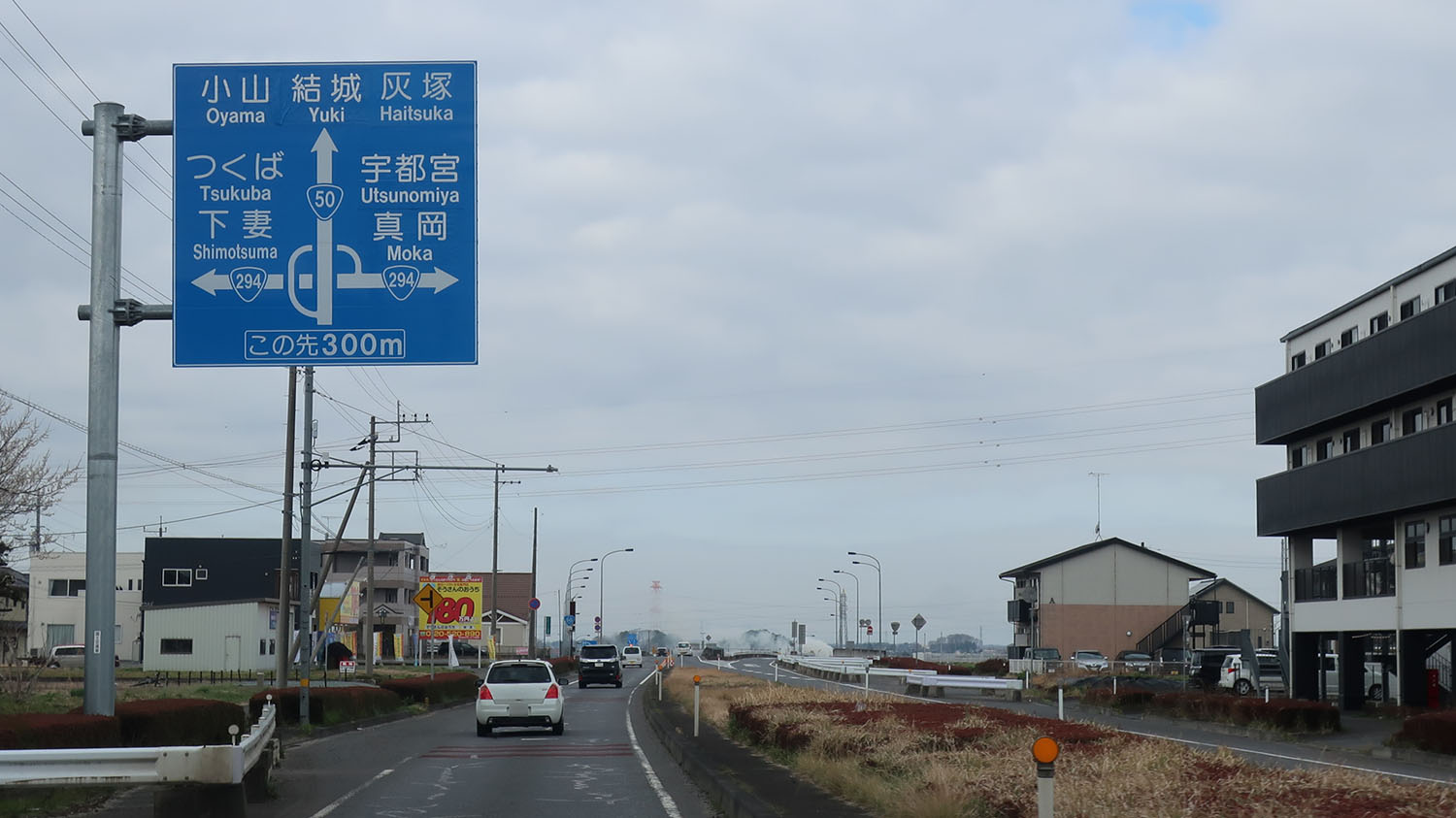
国道294号との交差
（下館バイパス）
茨城県筑西市小林

### 通過する自治体
- 群馬県
  - 前橋市 - 伊勢崎市 - みどり市 - 桐生市 - 太田市
- 栃木県
  - 足利市 - 佐野市 - 栃木市 - 小山市
- 茨城県
  - 結城市 - 筑西市 - 桜川市 - 笠間市 - 水戸市

### 交差する道路
交差する道路の特記がないものは市道。
| 交差する道路                                                                          | 交差する道路                                                            | 交差点名   | 交差点名                  |
| 群馬県区間                                                                            | 群馬県区間                                                              | 群馬県区間 | 群馬県区間                |
| ------------------------------------------------------------------------------------- | ----------------------------------------------------------------------- | ---------- | ------------------------- |
| 群馬県庁方面                                                                          |                                                                         |            |                           |
| 国道17号                                                                              | 国道17号 国道291号                                                      | 前橋市     | 本町一丁目                |
| 県道17号前橋停車場線                                                                  | 県道4号前橋赤城線                                                       | 前橋市     | 本町二丁目五差路          |
| 県道2号前橋館林線                                                                     |                                                                         | 前橋市     | 本町三丁目                |
| 前橋市道東部環状線                                                                    | 前橋市道東部環状線                                                      | 前橋市     | 天川大島町北              |
| 県道40号藤岡大胡線                                                                    | 県道40号藤岡大胡線                                                      | 前橋市     | 小島田町                  |
| 国道17号（上武道路）                                                                  | 国道17号（上武道路）                                                    | 前橋市     | 今井町                    |
| 県道74号伊勢崎大胡線                                                                  | 県道74号伊勢崎大胡線                                                    | 前橋市     | 二之宮町                  |
| 県道114号苗ヶ島飯土井線                                                               | 県道114号苗ヶ島飯土井線                                                 | 前橋市     | 東大室町西                |
| 県道103号深津伊勢崎線                                                                 | 県道103号深津伊勢崎線                                                   | 前橋市     | 東大室町                  |
|                                                                                       | 県道352号笠懸赤堀今井線                                                 | 伊勢崎市   | 赤堀今井町                |
| 県道73号伊勢崎大間々線 県道102号三夜沢国定停車場線                                    | 県道73号伊勢崎大間々線 県道76号前橋西久保線 県道102号三夜沢国定停車場線 | 伊勢崎市   | 西久保町                  |
| 県道293号香林羽黒線                                                                   | 県道293号香林羽黒線                                                     | 伊勢崎市   | 曲沢町                    |
| 県道291号境木島大間々線                                                               | 県道291号境木島大間々線                                                 | 伊勢崎市   | 赤堀鹿島町                |
| -                                                                                     | 県道352号笠懸赤堀今井線                                                 | みどり市   | 笠懸小学校                |
| 県道69号大間々世良田線                                                                | 県道69号大間々世良田線                                                  | みどり市   | 鹿                        |
|                                                                                       | 県道344号阿左美桐生線                                                   | みどり市   | 総合グラウンド東          |
| 県道78号太田大間々線                                                                  | 県道78号太田大間々線                                                    | みどり市   | 岩宿                      |
| 県道68号桐生伊勢崎線                                                                  | 県道68号桐生伊勢崎線                                                    | みどり市   | 阿左美沼入口              |
|                                                                                       | 国道122号 国道353号 県道332号桐生新田木崎線                             | 桐生市     | 広沢町四丁目 広沢高架橋下 |
| 県道332号桐生新田木崎線                                                               |                                                                         | 桐生市     | 広沢町交番                |
| 県道316号太田桐生線                                                                   | 県道316号太田桐生線                                                     | 桐生市     | 松原橋                    |
| 県道254号丸山葉鹿線                                                                   | 県道254号丸山葉鹿線                                                     | 太田市     | 原宿南                    |
| 県道39号足利伊勢崎線                                                                  | 県道39号足利伊勢崎線                                                    | 太田市     | 只上西                    |
| 国道122号                                                                             | 県道256号竜舞足利線                                                     | 太田市     | 只上                      |
| 栃木県区間                                                                            |                                                                         |            |                           |
| 国道407号 県道5号足利太田線 県道256号竜舞足利線                                       | 県道5号足利太田線                                                       | 足利市     | 南大町                    |
| 県道38号足利千代田線                                                                  | 県道38号足利千代田線                                                    | 足利市     | 堀込町                    |
|                                                                                       | 国道293号                                                               | 足利市     | 卸売市場前                |
| 県道128号佐野太田線                                                                   | 県道128号佐野太田線                                                     | 足利市     | 上渋垂町                  |
| 県道20号足利邑楽行田線                                                                | 県道20号足利邑楽行田線                                                  | 足利市     | 久保田町                  |
| 県道148号野田多々良停車場線                                                           | 県道148号野田多々良停車場線                                             | 足利市     | （久保田町地内）          |
| 県道8号足利館林線                                                                     | 県道8号足利館林線                                                       | 足利市     | 瑞穂野町                  |
| 県道223号寺岡館林線                                                                   | 県道223号寺岡館林線                                                     | 佐野市     | 高橋町                    |
| 県道7号佐野行田線                                                                     | 県道7号佐野行田線                                                       | 佐野市     | （田島インター）          |
| 県道9号佐野古河線                                                                     | 県道9号佐野古河線                                                       | 佐野市     | 高萩                      |
| 東北自動車道                                                                          | 東北自動車道                                                            | 佐野市     | 佐野藤岡I.C               |
| 県道282号中藤岡線                                                                     | 県道282号中藤岡線                                                       | 栃木市     | 大田和（西）              |
| 県道11号栃木藤岡線                                                                    | 県道11号栃木藤岡線                                                      | 栃木市     | 静                        |
| 県道160号和泉間々田線                                                                 | 県道160号和泉間々田線                                                   | 栃木市     | 鯉ヶ島                    |
| 県道252号蛭沼川連線                                                                   | 県道252号蛭沼川連線                                                     | 栃木市     | 西水代                    |
| 県道174号南小林松原線                                                                 | 県道153号南小林栃木線                                                   | 小山市     | 下河原田                  |
| 県道33号小山環状線 県道173号萩島白鳥線                                                | 県道33号小山環状線 県道173号萩島白鳥線                                  | 小山市     | 萩島                      |
| -                                                                                     | 県道36号岩舟小山線 県道264号小山結城線                                  | 小山市     | 大行寺                    |
| 国道4号                                                                               | 国道4号                                                                 | 小山市     | 神鳥谷                    |
| 県道265号粟宮喜沢線                                                                   | 県道265号粟宮喜沢線                                                     | 小山市     | 神鳥谷（東）              |
| 県道191号大戦防小山線                                                                 | 県道339号小山下野線                                                     | 小山市     | 駅南4丁目                 |
| 県道33号小山環状線                                                                    | 県道33号小山環状線                                                      | 小山市     | 横倉新田                  |
| 茨城県区間                                                                            |                                                                         |            |                           |
| 新4号国道                                                                             | 新4号国道                                                               | 結城市     | 小田林（西）              |
| -                                                                                     | 県道15号結城下妻線                                                      | 結城市     | 小田林                    |
| 県道17号結城野田線                                                                    | 県道17号結城野田線                                                      | 結城市     | 城南小北                  |
| 県道20号結城坂東線                                                                    | 県道20号結城坂東線                                                      | 結城市     | 鹿窪運動公園入口          |
| 県道15号結城下妻線                                                                    | 県道15号結城下妻線                                                      | 結城市     | 小森北                    |
|                                                                                       | 県道303号舟玉川島停車場線                                               | 筑西市     | 下川島                    |
| 県道303号舟玉川島停車場線                                                             | 県道304号小川川島停車場線                                               | 筑西市     | 布川                      |
| 国道50号旧道                                                                          | -                                                                       | 筑西市     | 神分西                    |
| 県道316号真岡筑西線                                                                   | 県道316号真岡筑西線                                                     | 筑西市     | 灰塚IC                    |
| 国道294号 国道408号                                                                   | 国道294号 国道408号                                                     | 筑西市     | 岡芹IC 中舘西             |
| 県道207号高田筑西線                                                                   | 県道207号高田筑西線                                                     | 筑西市     | 川澄南                    |
| 県道7号石岡筑西線（国道50号旧道）                                                     | -                                                                       | 筑西市     | 下館バイパス横塚入口      |
| 県道45号つくば真岡線                                                                  | 県道45号つくば真岡線                                                    | 筑西市     | 門井                      |
| 県道148号東山田岩瀬線                                                                 | 県道216号岩瀬二宮線                                                     | 桜川市     | 長方                      |
| 北関東自動車道                                                                        | 北関東自動車道                                                          | 桜川市     | 桜川筑西I.C               |
| 県道41号つくば益子線                                                                  | -                                                                       | 桜川市     | 鍬田                      |
| -                                                                                     | 県道41号つくば益子線                                                    | 桜川市     | 元岩瀬                    |
| 県道307号岩瀬停車場線                                                                 | -                                                                       | 桜川市     | 岩瀬駅入口                |
| 県道140号西小塙石岡線                                                                 | 県道257号西小塙真岡線                                                   | 桜川市     | （友部地内）              |
| 県道64号土浦笠間線                                                                    | -                                                                       | 笠間市     | 福原西                    |
| -                                                                                     | 県道309号福原停車場線                                                   | 笠間市     | 福原                      |
| 県道109号稲田友部線                                                                   | 県道289号富谷稲田線                                                     | 笠間市     | 稲田                      |
| 国道355号笠間バイパス                                                                 | 県道1号宇都宮笠間線                                                     | 笠間市     | 石井                      |
| 国道355号現道                                                                         |                                                                         | 笠間市     | 寺崎                      |
|                                                                                       | 県道39号笠間緒川線                                                      | 笠間市     | 金井                      |
|                                                                                       | 県道61号日立笠間線                                                      | 笠間市     | 才木                      |
| 県道193号杉崎友部線                                                                   |                                                                         | 水戸市     | 三軒屋                    |
| 県道52号石岡城里線                                                                    | 県道52号石岡城里線                                                      | 水戸市     | 内原跨線橋北              |
| 常磐自動車道                                                                          | 常磐自動車道                                                            | 水戸市     | 水戸I.C                   |
| -                                                                                     | 国道50号（水戸バイパス）                                                | 水戸市     | 大塚池の端                |
| 県道59号玉里水戸線                                                                    |                                                                         | 水戸市     | 赤塚郵便局前              |
|                                                                                       | 県道171号石川袴塚線                                                     | 水戸市     | 新原三差路                |
| 県道177号赤塚馬口労線                                                                 | 県道177号赤塚馬口労線                                                   | 水戸市     | 自由ヶ丘                  |
| 県道30号水戸岩間線                                                                    | -                                                                       | 水戸市     | 大工町2丁目               |
| 県道342号上水戸停車場千波公園線                                                       | 県道342号上水戸停車場千波公園線                                         | 水戸市     | 大工町                    |
| -                                                                                     | 国道118号 国道400号                                                     | 水戸市     | 中央郵便局前              |
| 県道50号水戸神栖線                                                                    | -                                                                       | 水戸市     | 水戸駅前                  |
| 国道51号 国道124号 国道245号 県道2号水戸鉾田佐原線 県道6号水戸那珂湊線 鹿嶋・大洗方面 |                                                                         |            |                           |

## ギャラリー

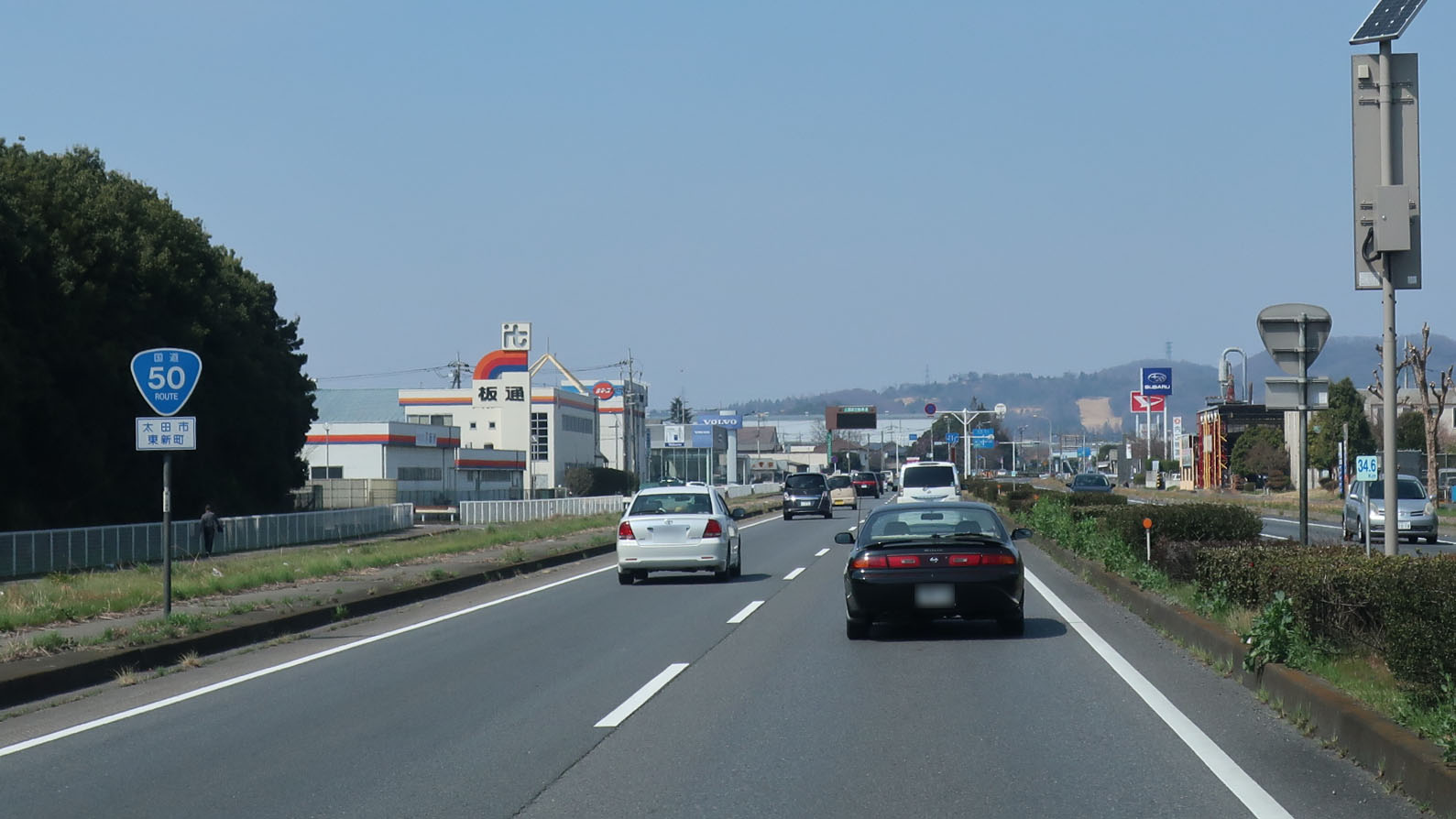
足利バイパス 群馬県太田市東新町
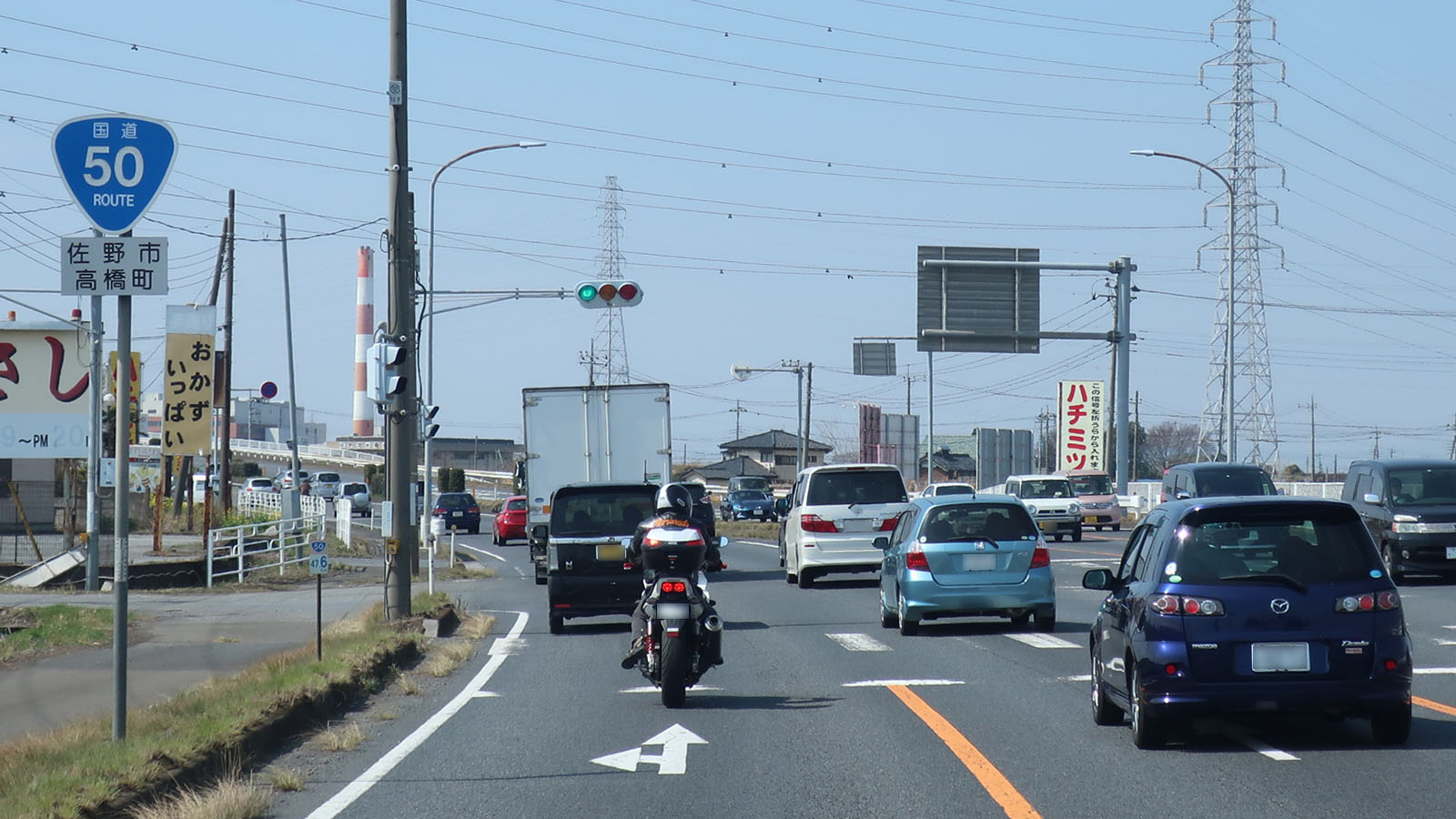
栃木県佐野市高橋町
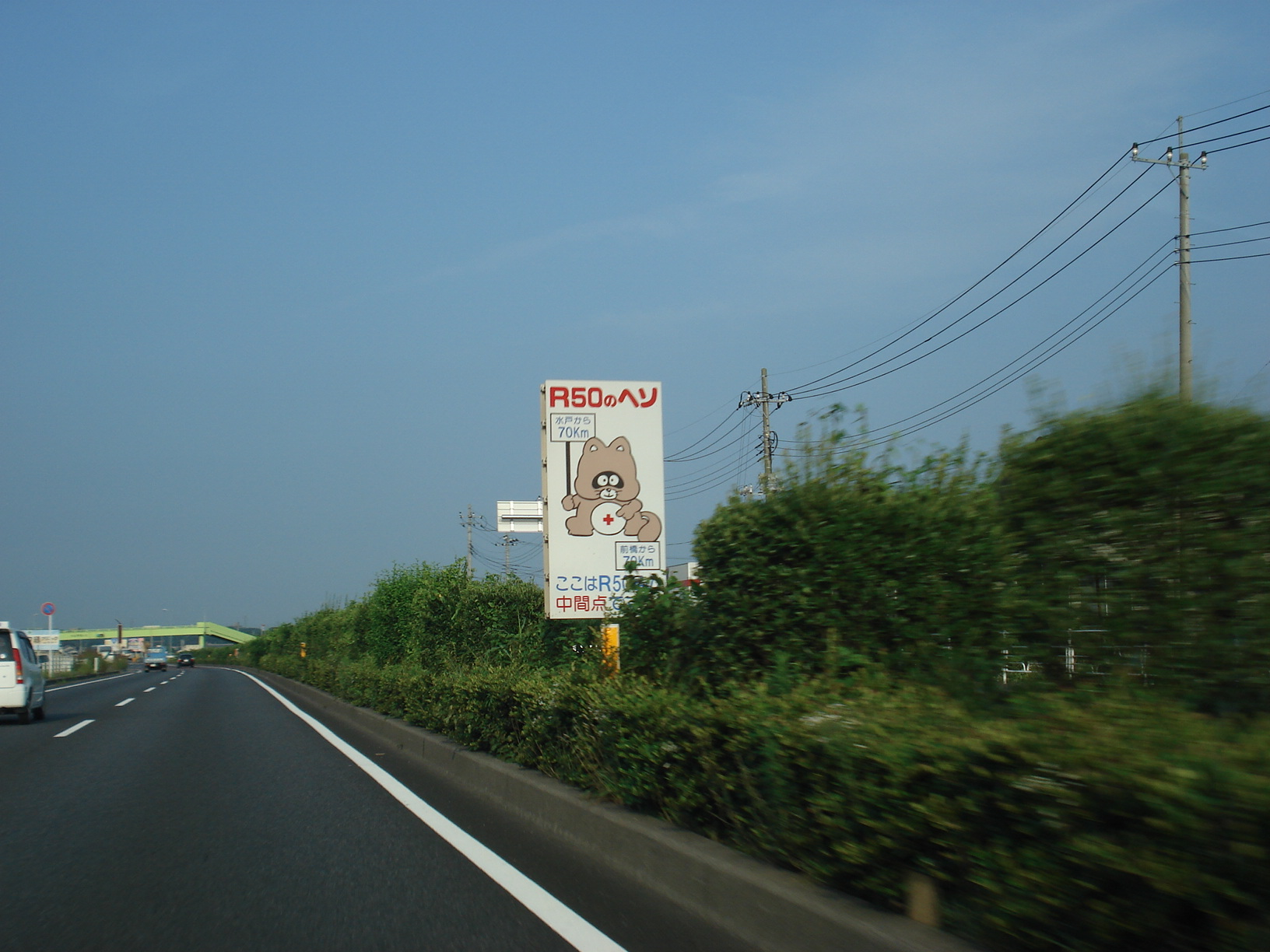
国道50号中心点 （国道50号のヘソ） 栃木県小山市石ノ上
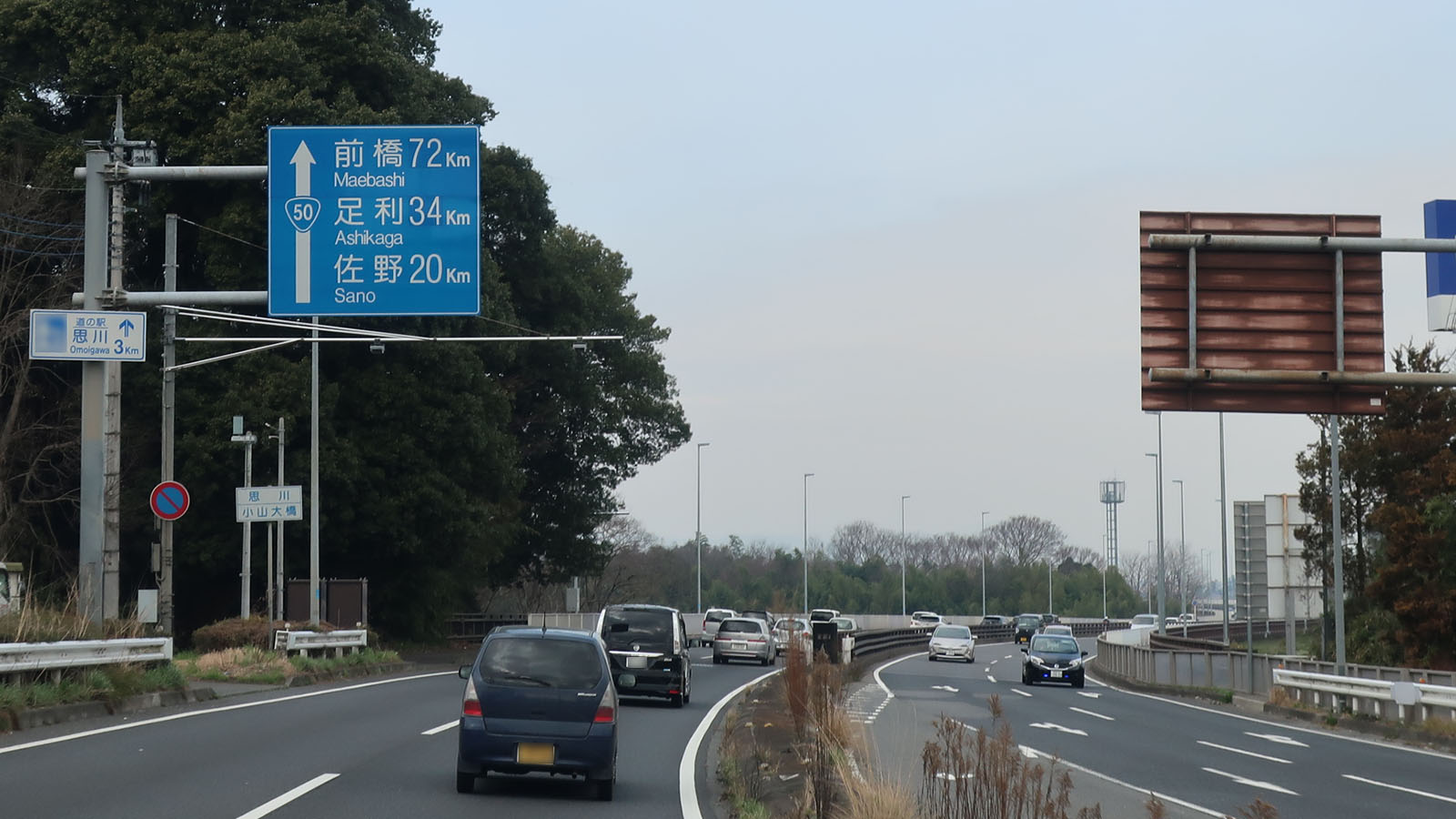
栃木県小山市神鳥谷一丁目
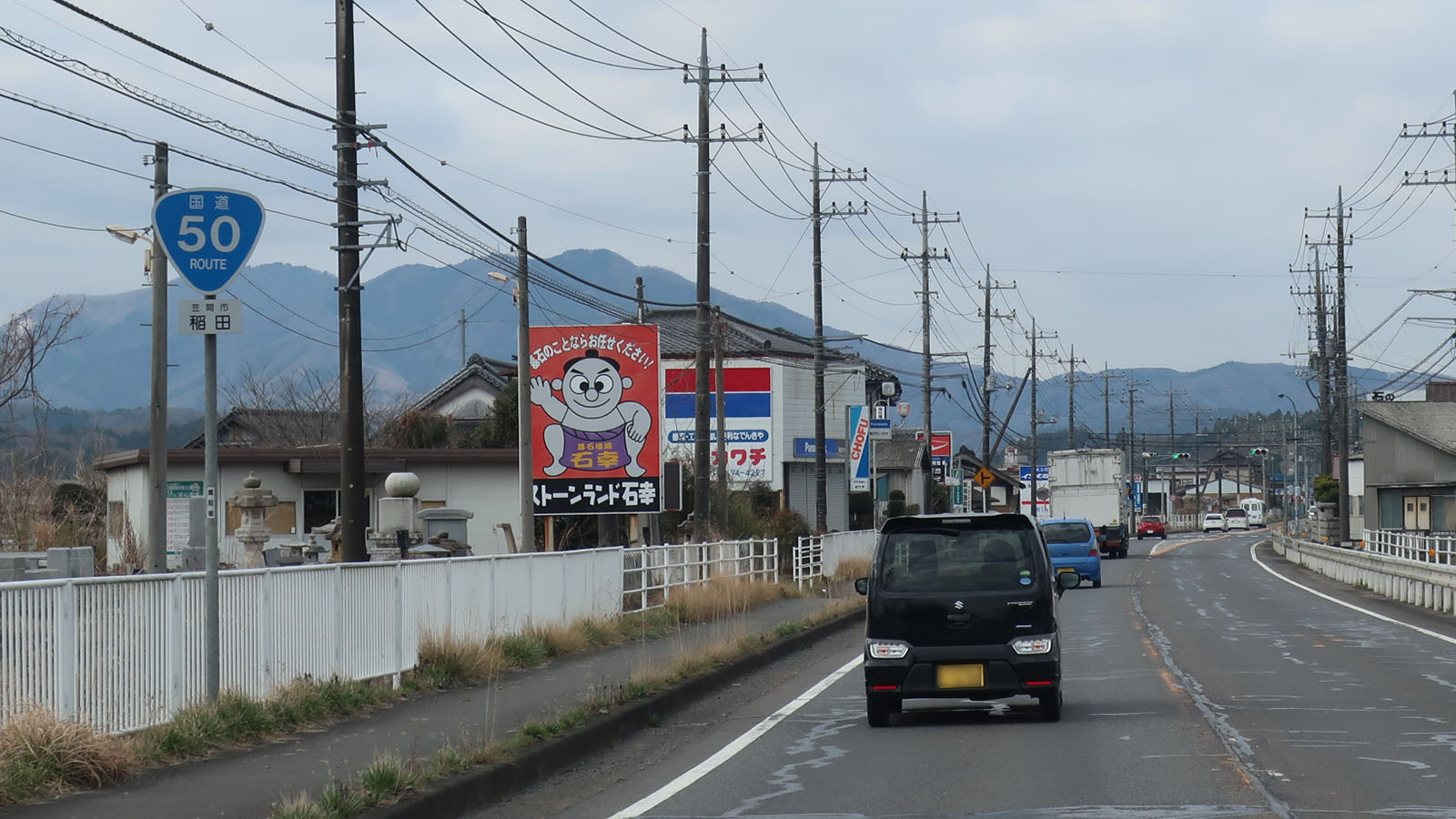
茨城県笠間市飯合
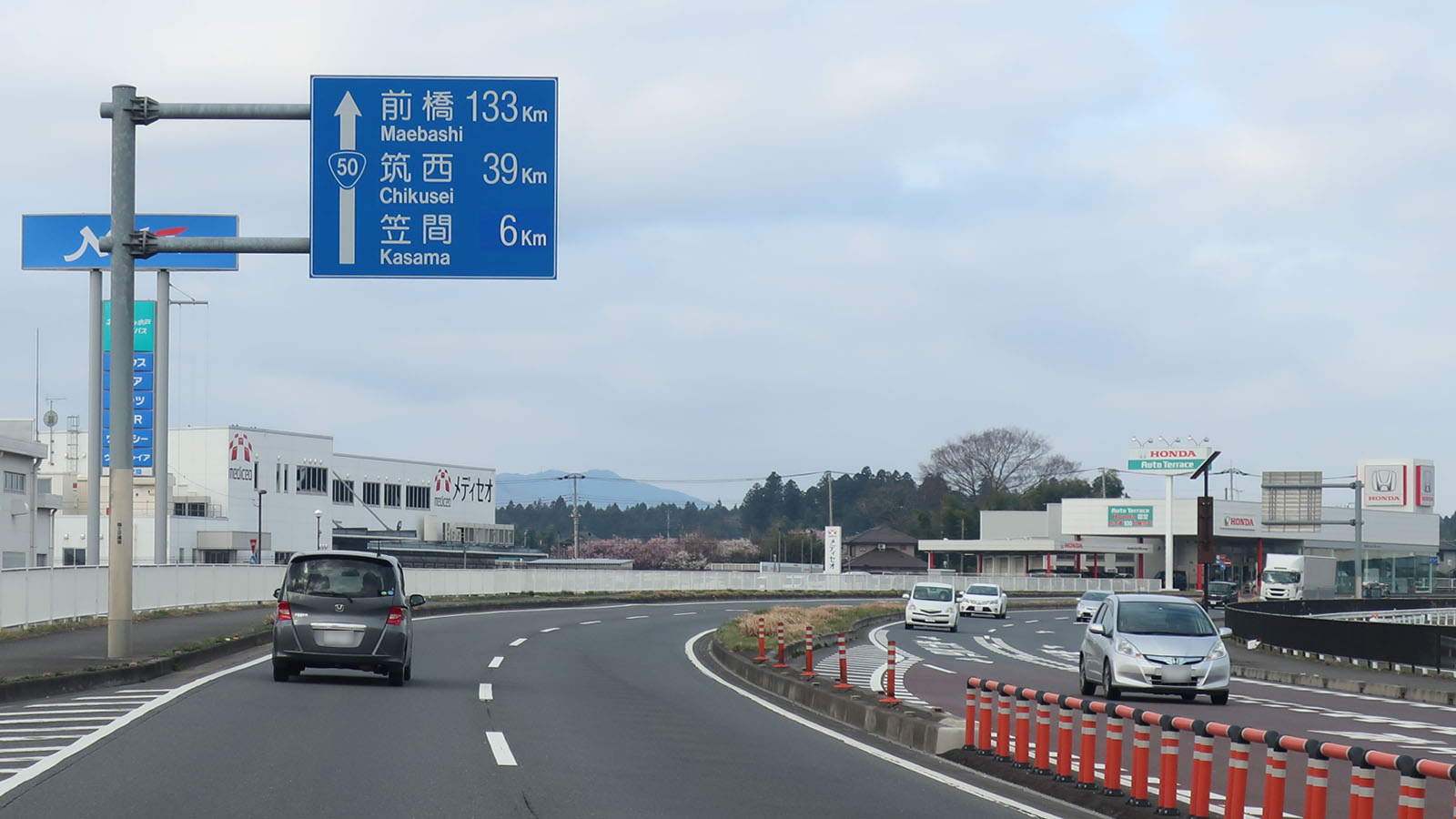
内原バイパス 茨城県水戸市内原一丁目
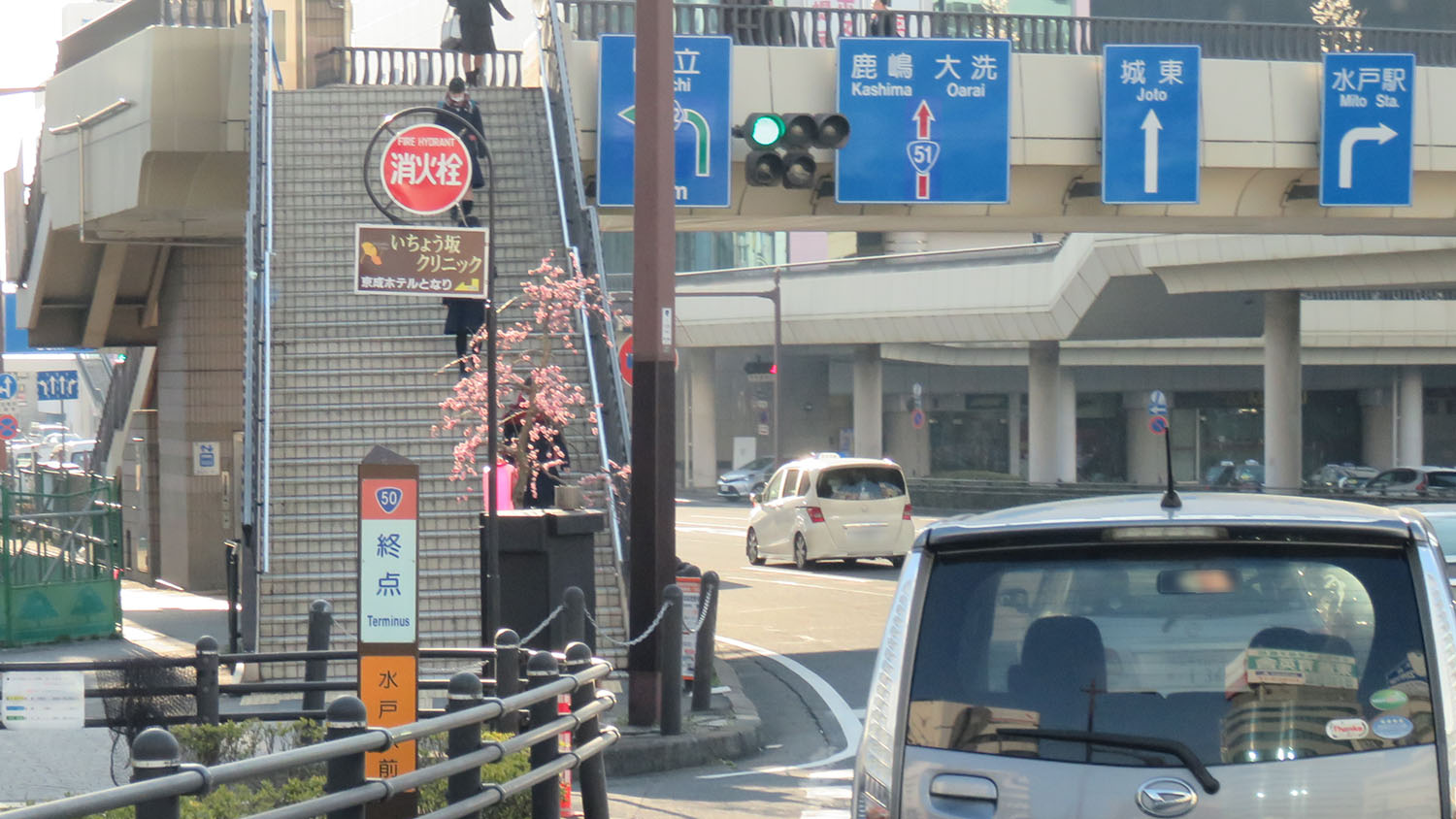
終点ポスト 茨城県水戸市三の丸一丁目 水戸駅前交差点